# Mosty u Jablunkova (stacja kolejowa)
Mosty u Jablunkova (Mosty koło Jabłonkowa) – stacja kolejowa w Mostach koło Jabłonkowa, w kraju morawsko-śląskim, w Czechach. Znajduje się na wysokości 505 m n.p.m.

## Historia
Stacja kolejowa zlokalizowana w centrum miejscowości została otwarta 8 stycznia 1871 roku gdy doprowadzono do niej kolej Koszycko-Bogumińską. Nocą z 25 na 26 sierpnia 1939 roku na stację kolejową i tunel pod Przełęczą Jabłonkowską napadła z terenu Słowacji niemiecka bojówka pod dowództwem Hansa Albrechta Herznera. Z powodu incydentu jabłonkowskiego i strategicznej lokalizacji tego korytarza kolejowego, rankiem 1 września 1939 polscy saperzy wysadzili tunele kolejowe.
Stacja została zmodernizowana w 2010 roku. W budynku stacyjnym umieszczone zostały kasy biletowe, poczekalnia, toalety. Posiada trzy perony połączone przejściem podziemnym. Dworzec kolejowy posiada udogodnienia dla osób poruszających się na wózkach inwalidzkich. Na stacji znajdowała się dawniej bocznica tartaku. Ze stacji kolejowej wytyczono szlaki turystyczne na Girową, Wielki Połom oraz do Bukowca.